# Regiunea Autonomă Evreiască

Regiunea Autonomă Evreiască (în limbile rusă: Евре́йская автоно́мная о́бласть , idiș: ייִדישער אױטאָנאָמע געגנט –  Iidișer Oitonome Gegnt) este un subiect federal al Rusiei – regiune autonomă – situat în Districtul Federal Orientul Îndepărtat, la granița cu Republica Populară Chineză. Are o suprafață de 36.000 km² (cam cât Belgia), dar o populație de numai 190.915 locuitori (în 2002), dintre care numai aproximativ 1,2% sunt evrei. Restul populației este format din ruși (aproximativ 90%) și ucraineni. Regiunea Autonomă Evreiască este o regiune mai întinsă decât suprafața statului modern Israel. Capitala regiunii este Birobidjan. Economia are ca ramuri principale mineritul, (aur, cositor, fier și grafit), exploatarea lemnului, industria ușoară, (textile și industria alimentară). Agricultura este puțin dezvoltată, în principal datorită condițiilor dificile de climă. 

### Ora locală
Regiunea Autonomă Evreiască este localizată în fusul orar al Vladivostokului. Diferența față de  UTC de +10/+11 ore. 

### Clima
Clima teritoriului este musonică/anticiclonică, cu veri fierbinți, umede, propice dezvoltării țânțarilor și cu ierni aspre, reci, uscate și cu vânturi puternice. 

## Istoric

### Istoria veche
Vedeți și: Manciuria
În vremurile preistorice, regiunile străbătute de râul  Amur erau locuite de triburi independente, (daurii, ducerii și tungușii). Ei trăiau conform tradițiilor vechi tribale. Zona a fost cucerită de mai multe regate învecinate, în principal manciuriene, mongole sau chineze. 
De la mijlocul secolului al XVII-lea, rușii au apărut și au ocupat treptat regiunea. Aceștia, în conformitate cu cronicile epocii, "soldați și meșteșugari, exponenți ai voinței țarului, au descoperit noi pământuri". Scopul lor era descoperirea unor noi teritorii nelocuite și "aducerea lor sub ascultarea Înălțimii Sale Atotputernice, Țarul". De fapt, zona era deja locuită, fiind parte a Imperiului Qing.  Influența chineză a rezistat până la distrugerea ultimelor sate chinezești din zonă de către cazaci, în 1900. 
Istoria colonizării teritoriului actualei Regiuni Autonome Evreiești este strâns legată de cea a colonizării ruse a zonelor de-alungul râului Amur. Colonizarea regiunii a început cu campania exploratorului Vasili Poiarkov, care, în iunie 1644, a călătorit pe râul Amur de la  Khingan până pe râul Tunguska, a făcut o listă a râurilor și a scris în raportul său că: "aceste pământuri sunt  suprapopulate, pline de hrană și de blănuri de samur, și mai sunt și multe alte animale, iar râurile acelea sunt pline de pește".  Campaniile lui Erofei Habarov și a tovarășilor lui a întărit influența rusă în regiunea văii Amurului și a început alipirea acesteia la Imperiul Rus. În scurtă vreme, zona a fost colonizată de persoane din toate straturile societății ruse: cazaci, meșteșugari liberi, țărani fugari și credincioși pravoslavnici de rit vechi. 
Totuși, pe la sfârșitul secolului al XVIII-lea și începutul celui de-al XIX-lea, această regiune rămânea puțin exploatată. Dezvoltarea sa viitoare a fost încredințată Guvernatorului general al Siberiei Răsăritene, contele Nicolai Muraviov-Amurski. Dându-și seama că, fără o ieșire la Oceanul Pacific pe calea navigabilă a Amurului, Siberia și întregul Orientul Îndepăratat Rus erau condamnate la stagnare, el a reușit să forțeze Imperiul Qing să semneze tratatele de la Aigun (1858) și Beijing (1860), prin care China ceda controlul asupra Manciuriei Exterioare. 
În decembrie 1858, guvernul rus a autorizat formarea armatei căzăcești de pe Amur pentru apărarea granițelor sudice ale Siberiei și a traficului fluvial pe Amur și Ussuri. În timpul acestei colonizări, au fost aduși și locuitori din Transbaikalia. În 1858-1882, au fost întemeiate 63 de noi așezări. Au fost întreprinse mai multe expediții științifice, printre exploratori aflându-se geografi, naturaliști, botaniști și etnologi. Munca acestor oameni de știință a dus la dezvoltarea zonei și la apariția primei "hărți detaliate a pământurilor Amurului".
În 1898 a început construirea unei căi ferate care unea Cita și Vladivostokul. S-a început construirea a două segmente de cale ferate pornind din cele două așezări, segmente care s-au întâlnit la mijlocul distanței. Șantierul a generat venirea unui mare val de coloniști și înființarea a noi așezări. Calea ferată a fost terminată în octombrie 1916, odată cu deschiderea traficului feroviar și inaugurarea podului de 2.600 de metri de peste râul Amur la Habarovsk. 
În perioada de dinainte de revoluția bolșevică, majoritatea locuitorilor o formau agricultorii, de origine rusă și ucraineană. Erau puține întreprinderi industriale, printre acestea aflându-se fabrica de cherestea de la Tungusski, câteva exploatări ale nisipurilor aurifere ale fluviului Sutara și câteva ateliere de reparații pentru material feroviar. În timpul războiului civil, teritoriul care avea să devină mai târziu Regiunea Autonomă Evreiască a fost teatrul mai multor lupte sângeroase. Economia a intrat în declin, pentru a se reface de-abia în 1926 – 1927.

### Colonizarea cu evrei în regiune
Regiunea administrativă a fost fondată în 1928 cu ajutorul Komzet (Комитет по земельному устройству еврейских трудящихся, КОМЗЕТ - Comitetul  pentru colonizarea în teritoriu a evreilor truditori), fiind gândită ca  un cămin național evreiesc. Această acțiune era în spiritul politicii naționalităților promovată de Stalin, în conformitate cu care fiecare grup național din Uniunea Sovietică trebuia să primească un teritoriu în care să-și dezvolte în mod  autonom cultura, în cadrul general socialist. De asemenea, această unitate teritorială ar fi trebuit să răspundă la două amenințări presupuse la adresa sovietelor: iudaismul, (care se opunea politicii oficiale ateiste), și sionismul și a țelului său suprem, crearea statului Israel. Ideea lui Stalin era să creeze un "Sion Sovietic", unde cultura evreiască socialistă putea fi dezvoltată liber. Limba națională ar fi trebuit să fie limba idiș, nu limba ebraică, artele socialiste ateiste trebuind să înlocuiască treptat valorile tradiționale iudaice. 
Teoria stalinistă a rezolvării problemei naționale susținea că un grup poate să fie o națiune doar dacă el ocupă un teritoriu, și, cum nu exista un teritoriu evreiesc, evreii nu erau o națiune și nu aveau drepturi naționale. În schimb au fost, totuși, recunoscuți ca naționalitate. Comuniștii sovietici evrei susțineau că rezolvarea acestei dileme ideologice era crearea unei regiuni autonome, de unde și motivația ideologică pentru înființarea regiunii. Din punct de vedere politic, se considera că este de preferat crearea Căminului național evreiesc sovietic ca o alternativă ideologică la sionism, varianta din urmă fiind susținută chiar de sioniști socialiști precum Dov Ber Borochov, care considerau că problema evreiască putea fi rezolvată doar prin crearea unui teritoriu evreiesc în Palestina. Birobidjanul devenea astfel important din punct de vedere propagandistic, ca un argument împotriva sionismului, care era o ideologie rivală marxismului printre evreii de stânga. Propaganda sovietică a fost așa de eficientă, că mai multe mii de evrei au emigrat în Birobidjan din afara Uniunii Sovietice, inclusiv câteva sute de deziluzionați de experiența sionistă din Palestina. 
Retrospectiv, se poate spune că experimentul a fost sortit eșecului de la bun început. Un scop important al inițierii proiectului Birobidjan a fost creșterea numărului de coloniști din Orientul Îndepărtat Sovietic, de-a lungul frontierei foarte vulnerabile cu China. În 1928, evreii nu aveau așezări în zonă, ei având rădăcini străvechi în zonele apusene ale fostului Imperiu Rus, în Rusia, Ucraina și Belarus. De fapt, inițial s-a propus crearea unui cămin național în Crimeea sau într-o altă regiune a Ucrainei, dar aceste propuneri au fost respinse datorită temerilor cu privire la reacțiile antievreiești ale populațiilor băștinașe. 
Relieful și clima din Birobidjan erau dure, existau numeroase mlaștini infestate cu țânțari, iar coloniștii evrei au trebuit să-și construiască așezările pornind de la zero, în condițiile unei infrastructuri practic inexistente. Există voci care susțin că antisemitismul lui Stalin a fost cel care l-a îndemnat să aleagă Birobidjanul ca zonă de colonizare a evreilor – el ar fi dorit să-i țină pe evrei cât mai departe de centrele puterii din URSS. Pe de altă parte, ar mai trebui spus că ucrainenii și tătarii din Crimeea se opuneau ideii ca pe teritoriul lor să fie stabilită o regiune cu o populație preponderent iudaică și nu existau multe zone pentru care să nu existe pretenții teritoriale ale unor anumite naționalități. 
În ciuda greutăților, în zonă au sosit primii coloniști evrei. Prin deceniul al patrulea al secolui trecut, regiunea a fost promovată la statutul de regiune autonomă, iar campania propagandistică pentru convingerea unui număr cât mai mare de evrei să se mute în zonă a fost intensificată. Printre instrumentele propagandistice sovietice s-au aflat afișele sau romanele care proslăveau viața socialistă minunată din regiune. Alte metode au fost parașutarea din avioane pe de-asupra așezărilor din RSS Belarusă a unor manifeste care promovau colonizarea Birobidjanului, sau producerea filmului în idiș Căutătorii fericirii, care descria povestea unei familii evreiești americane, care fugise de criza economică, care lovise lumea capitalistă, pentru a-și construi o viață nouă in Biroboidjan. 
Odată cu creșterea numărului de evrei din zonă, a crescut aici, cu incurajarea autoritatilor sovietice, și locul ocupat de culturii idiș. A apărut ziarul idiș Der Birobidzhaner Shtern (Биробиджанер Штерн / ביראָבידזשאנער שטערן, "Steaua Birobidjanului"), a fost creată o trupă de teatru, iar străzile orașului au început să primească numele unor autori de limbă idiș renumiți, precum Șalom Aleihem sau Isaac Leib Peretz. În același timp s-au început eforturile pentru rusificarea culturii idiș evreiești, cea mai importantă încercare în acest sens fiind tentativa de înlocuire a alfabetului ebraic cu cel chirilic. 
Experimentul Birobidjan a fost oprit în cele din urmă în timpul primei campanii staliniste de epurări. Liderii evreilor au fost arestați și executați, iar școlile evreiești au fost închise. La scurtă vreme după aceasta, izbucnirea celui de-al doilea război mondial a pus capăt oricăror încercări de colonizare a evreilor în Orientul Îndepărtat Sovietic. Totusi, Comitetul antifascist evreiesc instrumentalizat de  de Stalin în scopul întăririi propagandei pro-sovietice mai ales în rândul evreilor din Statele Unite, a popularizat în cursul razboiului și stiri despre succesul Regiunii Autonome Evreiești Birobidjan. Pentru o scurtă perioadă, după încheierea conflagrației mondiale, încă s-a reîncercat reînvierea visului căminului național al evreilor din Birobidjan. Eforturile în această direcție au fost stopate odată cu declanșarea celui de-al doilea val al epurărilor staliniste și a scandalului complotului doctorilor și cu fondarea statului modern Israel. Încă o dată, conducătorii evrei sovietici au fost arestați și s-au făcut eforturi pentru distrugerea urmelor de cultură evreiască din zonă. Până și colecțiile iudaice ale bibliotecilor locale au fost distruse prin ardere. În anii care au urmat, regiunea autonoma evreiasca Birobidjan a continuat să existe cu numele, în mod paradoxal. 
Anumiți cercetători, precum Louis Rapoport, Jonathan Brent sau Vladimir Naumov, afirmă chiar că Stalin ar fi conceput un plan pentru strămutarea tuturor evreilor în Birobidjan, după modelul deportărilor tătarilor din Crimeea, germanilor de pe Volga sau a cecenilor. Așa-numitul Complot al doctorilor ca si executarea unei părți din membrii fostului Comitet Antifascist Evreiesc si executia la 12.08.1952 a celor mai de seamă poeți de limbă idiș din URSS nu ar fi fost decât evenimentele premergătoare unui astfel de  plan de deportare, daca nu și a unor planuri de genocid. Acestea au fost oprite de moartea lui Stalin la 5 martie 1953. 
Odată cu prăbușirea Uniunii Sovietice și inițierea noilor politici liberale ruse cu privire la emigrare, cei mai mulți evrei rămași în Birobidjan au plecat în Germania sau Israel. În 1991, Regiunea Autonomă Evreiască a fost trecută de sub jurisdicția Krainei Habarovsk sub jurisdicția Federației Ruse, dar evreii rămași nu mai reprezentau decât ceva mai mult de 1% din populația locală. Autoritătile  au premis activitatea unor școli evreiești, ziarul Birobidzhaner Shtern a reînceput să publice o ediție în idiș, iar mai multe posturi de radio au emis în limba idiș.

## Demografia
În conformitate cu rezultatele recensământului din 2002, în zonă trăiau 190.915 persoane. În conformitate cu rezultatele aceluiaș recensământ, în regiune trăiau:
- 171.697 de ruși (adică 89,9% din populație),
- 8.483 de ucraineni (4,4%),
- 2.327 de evrei (1,22%),
- 1.196 de tătari  (0,63%),
- 1.182 de belaruși (0,62%) și alții.

Populația regiunii este formată din persoane aparținând a nu mai puțin de 95 de grupuri etnice diferite. 